# Perché te lo dice mamma
Perché te lo dice mamma (Because I Said So) è un film del 2007 diretto da Michael Lehmann.

## Trama
Daphne Wilder è una madre single che ha tre splendide figlie, ovvero la dolce Milly, la psicologa Maggie e la sensuale Mae.
Daphne, che gestisce un'azienda di catering, è divorziata da un infelice matrimonio e teme che anche Milly, dopo le precedenti disavventure amorose, passi il resto della sua vita senza un uomo; cerca quindi di organizzare diversi incontri amorosi per la figlia, a partire da alcuni matrimoni cui partecipano.
La ricerca culmina addirittura in un annuncio, pubblicato per cercare un fidanzato per Milly. Daphne si ritrova così in un ristorante a vagliare i più improbabili candidati, finché le si siede davanti il chitarrista della band del ristorante, Johnny, il quale chiede di poter incontrare Milly; Daphne rifiuta, in quanto pensa che un musicista non potrà far altro che spezzare il cuore di sua figlia. Johnny, quindi, si allontana ma prendendo di nascosto un biglietto da visita di Daphne.
Daphne, subito dopo l'incontro con Johnny, conosce Jason, un architetto di successo, e decide che questo è il ragazzo giusto per la figlia; suggerisce quindi a Jason di ingaggiare la sua azienda per fornire un catering e fare in modo che lui e Milly possano casualmente incontrarsi.
Mentre Milly e Jason iniziano a frequentarsi. Johnny chiama Milly e la invita ad uscire; lei accetta ed inizia così a frequentare due uomini contemporaneamente.
La doppia frequentazione continua fino al compleanno di Daphne, occasione in cui Jason annuncia che intende presentare Milly ai propri genitori e vuol quindi diventare parte della famiglia.
Nel frattempo Daphne prende la laringite e le tre sorelle, tirando a sorte, decidono che andrà a stare proprio con Milly. Il rapporto tra le due migliora e si confidano guardando vecchi film. Una sera, mentre Milly è fuori con Johnny, il padre di lui, Joe, va da Daphne perché rimane chiuso fuori casa; l'attrazione fra i due è alta e scatta il bacio. Quando Milly ritorna con Jason, Johnny è lì ad aspettarla e, capendo che loro due stanno insieme, litigano, lui va via e rompe con lei.
Il litigio serve a far capire a Milly chi ama veramente: Johnny. Lei si rende infatti conto che quando sta con Jason non è se stessa. Mentre Daphne continua a frequentare Joe, Johnny e Milly tornano insieme.
Nel finale Daphne e Joe si sposano, e  Daphne canta insieme alle figlie.

## Distribuzione

### Incassi
La pellicola ha incassato 69.485.490 di dollari a livello internazionale, di cui 42.674.040 negli Stati Uniti.

### Critica
Il film ha ricevuto durante l'edizione dei Razzie Awards 2007 una nomination come Peggior attrice per Diane Keaton.